# Dichotomius anthrax
Dichotomius anthrax är en skalbaggsart som beskrevs av Felsche 1901. Dichotomius anthrax ingår i släktet Dichotomius och familjen bladhorningar. Inga underarter finns listade i Catalogue of Life.